# Trần Thị Vĩnh Nghi
Trần Thị Vĩnh Nghi (sinh ngày 10 tháng 12 năm 1983) là một nữ chính trị gia người Việt Nam. Bà hiện là đại biểu quốc hội Việt Nam khóa 14 nhiệm kì 2016-2021, thuộc đoàn đại biểu quốc hội thành phố Cần Thơ. Năm 2016, lần đầu tiên bà ứng cử và trúng cử đại biểu quốc hội năm 2016 ở đơn vị bầu cử số 3, thành phố Cần Thơ (gồm có quận Thốt Nốt và các huyện Vĩnh Thạnh, Cờ Đỏ) với 178.655 phiếu chiếm tỉ lệ 53,34% số phiếu hợp lệ. Đây là kết quả bầu lại lần hai, vì lần đầu vào ngày 22 tháng 5 năm 2016, bà chỉ nhận được 162.271 phiếu, đạt tỉ lệ 48,88%, bé hơn 50% nên không được chọn. Bà từng là Ủy viên Ban Thường vụ Ban Chấp hành Trung ương Đoàn Thanh niên Cộng sản Hồ Chí Minh, Thành ủy viên Cần Thơ, Bí thư Thành Đoàn Cần Thơ. Hiện nay, bà là một thành viên của Ủy ban Văn hóa, Giáo dục, Thanh niên, Thiếu niên và Nhi đồng của Quốc hội, Ủy viên Thành ủy Cần Thơ và Phó Trưởng Ban Dân vận Thành ủy Cần Thơ

## Xuất thân
Trần Thị Vĩnh Nghi sinh ngày 10 tháng 12 năm 1983 quê quán ở phường An Cư, quận Ninh Kiều, thành phố Cần Thơ. Bà hiện cư trú ở Số 140/1 đường Lý Tự Trọng, phường An Cư, quận Ninh Kiều, thành phố Cần Thơ.

## Giáo dục
- Giáo dục phổ thông: 12/12
- Cử nhân Xã hội học
- Cao cấp lí luận chính trị

## Sự nghiệp
Bà gia nhập Đảng Cộng sản Việt Nam vào ngày 29/6/2001.
Bà là đại biểu Hội đồng nhân dân Thành phố Cần Thơ nhiệm kỳ 2011-2016.
Sau Đại hội Đảng bộ thành phố Cần Thơ năm 2020, bà là Ủy viên Ban Thường vụ Thành ủy, Trưởng Ban Dân vận.

### Scandal học hộ
Khi đang là Bí thư Thành Đoàn thành phố Cần Thơ, bà nhờ cấp dưới đi học và điểm danh hộ khi theo học chương trình quản lý nhà nước ngạch chuyên viên tại trường Chính trị Cần Thơ. Ngày 18 tháng 1 năm 2017, Ủy ban Kiểm tra Thành ủy thành phố Cần Thơ đã quyết định kỷ luật với hình thức khiển trách về mặt Đảng đối với bà.

### Đại biểu Quốc hội Việt Nam khóa 14 nhiệm kì 2016-2021
Năm 2016, lần đầu tiên bà ứng cử và trúng cử đại biểu quốc hội năm 2016 ở đơn vị bầu cử số 3, thành phố Cần Thơ (gồm có quận Thốt Nốt và các huyện Vĩnh Thạnh, Cờ Đỏ) với 178.655 phiếu chiếm tỉ lệ 53,34% số phiếu hợp lệ. Đây là kết quả bầu lại lần hai, vì lần đầu vào ngày 22 tháng 5 năm 2016, bà chỉ nhận được 162.271 phiếu, đạt tỉ lệ 48,88%, bé hơn 50% nên không được chọn.